# بوب إيكلس
بوب إيكلس (بالإنجليزية: Bob Eccles)‏ هو لاعب دوري الرغبي بريطاني، ولد في 10 يوليو 1957 في سانت هلنز في المملكة المتحدة.